# بفلوفيا
البفلوفيا (الاسم العلمي: Pavlova) هي جنس من الأسناخ صبغية يتبع الفصيلة البفلوفية من رتبة البفلوفيات.

## أنواع البفلوفيا
- بفلوفيا دوارة (الاسم العلمي:Pavlova gyrans)
- بفلوفيا شحيمة (الاسم العلمي:Pavlova pinguis)
- بفلوفيا ملحية (الاسم العلمي:Pavlova salina)
- بفلوفيا كلسية (الاسم العلمي:Pavlova calceolata)
- بفلوفيا مبرغلة (الاسم العلمي:Pavlova granifera)
- بفلوفيا لوثرية (الاسم العلمي:Pavlova lutheri)
- (الاسم العلمي:Pavlova mesolychnon)